# Pestel (Schiff, 1890)
Die Pestel (russisch Пестель) war ein russisches und sowjetisches Passagierschiff, das im Zweiten Weltkrieg von einem deutschen U-Boot versenkt wurde.

## Das Schiff
Das Schiff wurde im Jahre 1890 auf der Werft von Hawthorn, Leslie & Company in Hebburn am Tyne, England, gebaut und wurde im August 1890 mit dem Namen Welikij Knyaz Aleksej (Großfürst Alexej) an die Russian Steam Navigation & Trading Co. aus Odessa ausgeliefert. Das 1850-Tonnen-Schiff hatte einen Schornstein und zwei Masten. Es diente im Personen- und Frachtverkehr zwischen den Häfen des Schwarzen Meers.

## Schicksal
Im Jahre 1917 wurde das Schiff von der Kaiserlich Russischen Marine requiriert, zum Minenschiff umgerüstet und unter dem Namen Alexej in Dienst gestellt. Nach dem Ende des Russischen Bürgerkriegs und der Kämpfe auf der Krim im November 1920 wurde das Schiff von der sowjetischen Regierung zur Erinnerung an den Dekabristen Pawel Iwanowitsch Pestel (1793–1826) umbenannt in Pestel und dann wieder in der zivilen Schwarzmeerschifffahrt eingesetzt.
Während des Zweiten Weltkriegs war das Schiff mindestens zweimal Ziel deutscher U-Boot-Angriffe. In den Mittagsstunden des 23. März 1943 schoss U 19 in der Nähe von Sochumi einen Fächer von drei Torpedos auf die von mehreren SKA-Geleitfahrzeugen eskortierte Pestel und meldete auch einen Treffer, aber die Pestel wurde nicht getroffen. Die Geleitboote griffen das U-Boot daraufhin mit vier Wasserbomben an, ohne es jedoch zu beschädigen.
Am 19. Juni 1944 war die Pestel nicht mehr so glücklich. Auf der Fahrt vom türkischen Trabzon nach Batumi wurde sie am Abend nach dem Auslaufen aus Trabzon auf der Position 41° 3′ N, 39° 42′ O von zwei Torpedos des U-Boots U 20 getroffen, brach in zwei Teile und sank gegen 22:00 Uhr. Laut sowjetischen Berichten wurde das Schiff innerhalb türkischer Hoheitsgewässer versenkt, während die zu seinem Geleitschutz bereitstehenden acht SKA-Patrouillenboote noch außerhalb der Hoheitslinie warteten. 48 Überlebende wurden von ihnen gerettet, während 18 Mann der Besatzung, darunter auch der Kapitän, umkamen.